# 悦子内親王
悦子内親王（えつしないしんのう、正元元年（1259年） - 元弘2年2月10日（1332年3月7日））は、鎌倉時代の皇族。後嵯峨天皇の第二皇女。母は西園寺公経の娘・公子（大納言三位）。女院号は延政門院（えんせいもんいん）。
弘安7年（1284年）2月19日に内親王宣下を受け、同月28日に准三宮・女院の宣下を受けた。翌年8月24日に出家して清浄智と称したが、宜秋門院の法名と被るとする指摘がされたために遍昭覚と名を改めた。74歳で死去。
『徒然草』62段に彼女の幼少の頃の逸話が記されている。